# Macrophya albicincta
Macrophya albicincta is een vliesvleugelig insect uit de familie van de bladwespen (Tenthredinidae). De wetenschappelijke naam van de soort is voor het eerst geldig gepubliceerd in 1776 door Schrank.

## Verpreiding
Macrophya albicincta is een Europese soort en komt voor op een plek in Noord-Amerika.